# Geostrophischer Wind

Kräfte am geostrophischen Wind

Der geostrophische Wind (griechisch γῆ ‚Erde‘, στροφή ‚Wendung‘, ‚Kurve‘, ‚Drehung‘ = etwa „Wind, der mit der Erddrehung bläst“) ist ein vereinfachtes physikalisches Wind-Modell der Meteorologie auf Basis der Geostrophie. Dabei wird davon ausgegangen, dass die horizontalen Komponenten der Druckgradientkraft und der Corioliskraft einander aufheben und sonst keine Kräfte wirken. Reibungskräfte werden dabei vernachlässigt. Das Modell ist deshalb nur auf Winde oberhalb der planetaren Grenzschicht anwendbar. Zusätzlich müssen die Isobaren gerade sein und parallel zueinander liegen, um die Zentrifugalkraft zu vermeiden, die bei Drehung der Windrichtung auftreten würde. Die Zentrifugalkraft wird im Modell des Gradientwindes berücksichtigt. Da der geostrophische Wind immer parallel zu den Isobaren strömt, ermöglicht er keinen Druckausgleich. Der geostrophische Wind bildet sich als stabiles Ergebnis der geostrophischen Anpassung.

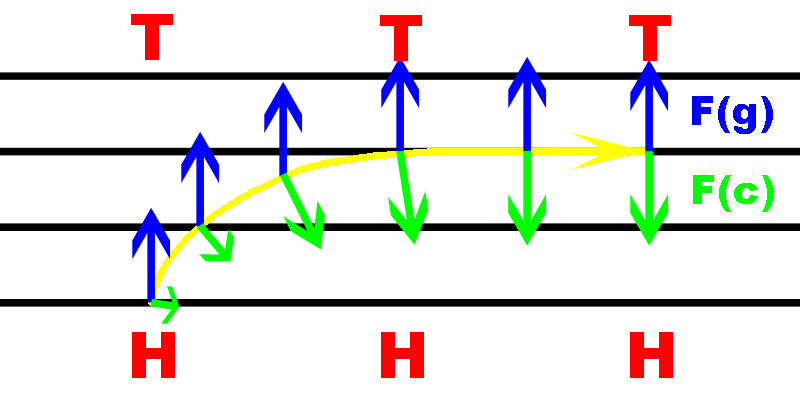
Durch die Wirkung der Corioliskraft entsteht ein geostrophisches Gleichgewicht (gelb = Windrichtung).

Dieses Modell wird neben der Meteorologie auch in der Navigation benutzt, etwa beim Single Heading Flight.

## Die Geschwindigkeit des geostrophischen Windes
Aus der Gleichheit der horizontalen Komponenten der Druckgradientkraft {\displaystyle {\vec {F}}_{\mathrm {D} }} und der Corioliskraft {\displaystyle {\vec {F}}_{\mathrm {C} }} folgt
{\displaystyle {\vec {F}}_{\mathrm {D} }=-{\vec {F}}_{\mathrm {C} }\quad \Leftrightarrow \quad -{\frac {1}{\rho }}{\vec {\nabla }}_{h}p=f\cdot {\vec {k}}\times {\vec {v}}}
Nach auflösen nach {\displaystyle {\vec {v}}} erhält man
{\displaystyle {\vec {v}}={\frac {1}{\rho f}}{\vec {k}}\times {\vec {\nabla }}_{\mathrm {h} }p}
Nicht vektoriell lässt sich die Geschwindigkeit auch berechnen durch
{\displaystyle v=-{\frac {1}{\rho f}}{\frac {\partial p}{\partial n}}}
Dabei ist
{\displaystyle \rho } die Luftdichte
{\displaystyle p} der Luftdruck
{\displaystyle {\vec {\nabla }}_{\mathrm {h} }} der horizontale Nabla-Operator
{\displaystyle {\vec {k}}} der Einheitsvektor senkrecht zur Erdoberfläche
{\displaystyle f=2\,\Omega \,\sin(\varphi )} der Coriolisparameter mit
{\displaystyle \Omega } die Winkelgeschwindigkeit der Erde
{\displaystyle \varphi } der Breitengrad
Da der Coriolisparameter schwächer wird je näher man dem Äquator kommt, nimmt die Geschwindigkeit des geostrophischen Windes bei gleichem Druckgradienten zu, um das Kräftegleichgewicht zu wahren. Direkt am Äquator gibt es keine Corioliskraft und damit auch keinen geostrophischen Wind.

### Abhängigkeit von der geopotentiellen Höhe
Auf Höhenwetterkarten werden häufig Isohypsen (Linien gleicher geopotentieller Höhe) statt Isobaren verwendet. Deshalb ist es sinnvoll, die Stärke des geostrophischen Windes in Abhängigkeit von der geopotentiellen Höhen anzugeben. Dabei gilt
{\displaystyle v={\frac {g_{0}}{f}}{\frac {\partial Z}{\partial n}}}
Dabei ist
- {\displaystyle Z} die geopotentielle Höhe
- {\displaystyle g_{0}} die normierte Schwerebeschleunigung (festgelegt auf den Wert bei 45°N mit {\displaystyle \approx 9{,}8\,\mathrm {\tfrac {m}{s^{2}}} })

Der geostrophische Wind strömt dabei immer parallel zu den Isohypsen.

## Ageostrophischer Wind

Kräfte am ageostrophischen Wind

In der planetaren Grenzschicht der Erdatmosphäre – der Peplosphäre (untere 1,5 bis 2 km) – wird der Wind durch die Bodenreibung gebremst. Das Kräftegleichgewicht stellt sich hier zwischen der Druckgradientkraft, der Corioliskraft und einer ageostrophischen Komponente, meist der Reibungskraft, ein. Man spricht dann vom ageostrophischen oder geotriptischen Wind.
Der ageostrophische Wind weht durch die zusätzliche Kraft nicht parallel zu den Isobaren, sondern in Richtung des tieferen Luftdrucks, wodurch sich Tiefdruckgebiete auffüllen und Hochdruckgebiete sich nach einigen Tagen auflösen. Die Ablenkung des Windes wird dabei zum Boden hin stärker und hat von oben gesehen die Form einer Spirale, der sogenannten Ekman-Spirale (vergleiche Ekman-Spirale im Bereich Meeresströmung).
Die Geschwindigkeit des ageostrophischen Windes ist nicht einfach und allgemein zu bestimmen, weil man für die Reibungskraft ein geeignetes Modell wählen muss.